# Pierre Louis Jean Casimir de Blacas
Pierre Louis Jean Casimir de Blacas d'Aulps (Avignone, 10 gennaio 1771 – Vienna, 17 novembre 1839) è stato un antiquario e diplomatico francese durante la Restaurazione francese.
Fu prima comte, poi duc, e infine prince de Blacas d'Aulps.

## Biografia
Figlio di un aristocratico provenzale e ultrarealista, si schierò sin da giovane contro la Rivoluzione francese.
Nel 1790, mentre serviva come sous-lieutenant nei dragoni di Noailles (Tarn), fuggì attraverso il dipartimento di Var per raggiungere Nizza, all'epoca Regno di Sardegna. Di lì raggiunse la città tedesca di frontiera Coblenza, e si unì all'esercito degli emigrati del cugino di re Luigi XVI, il Principe di Condé. Successivamente passò in Italia, per poi passare al servizio della Russia, combattendo contro la Prima Repubblica francese in Svizzera, agli ordini di Aleksandr Vasil'evič Suvorov.
Passò poi al servizio dell'Austria, ma raggiunse Varsavia e si unì alla corte in esilio del pretendente al trono di Francia, il fratello minore di Luigi XVI, il Comte de Provence, il quale gli affidò diversi incarichi, tra cui una missione a San Pietroburgo. Malgrado l'aiuto di Joseph de Maistre, inviato diplomatico del Regno di Sardegna presso la corte dello zar Alessandro I, fu in grado di ottenere solo piccoli vantaggi per il futuro re. La sua disponibilità a fare qualsiasi cosa per il pretendente, però, gli guadagnò la sua fiducia e la sua confidenza: nel 1809 fu nominato grand-maître de la Garde-Robe du Roi («gran maestro del guardaroba del Re») e nel 1811, dopo la morte del Comte d'Avaray, divenne il favorito è più fidato consigliere del Provenza.

Stemma della famiglia de Blacas.

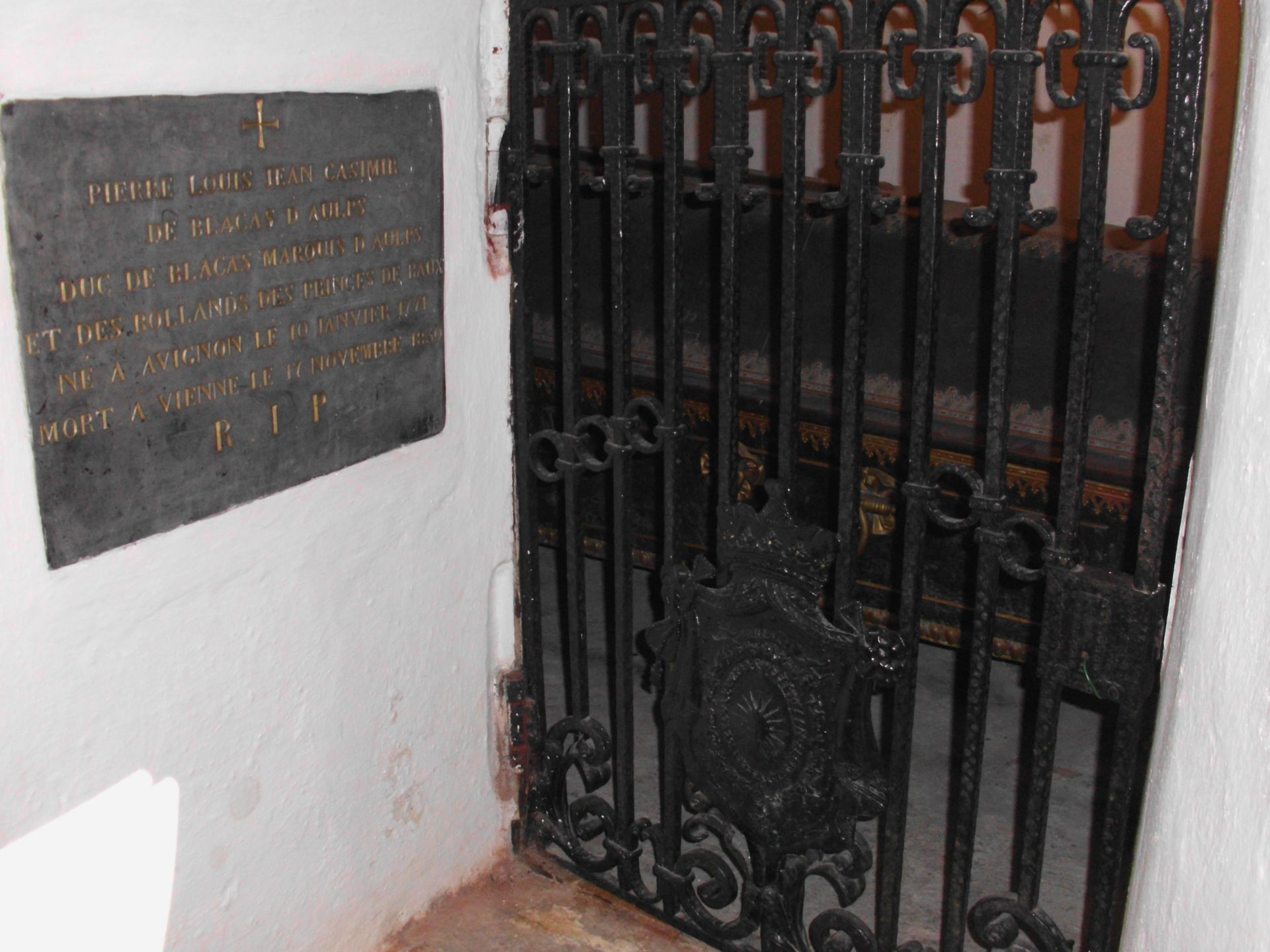
Bourbon tomba Kostanjevica - La tomba di nicchia con il sarcofago del Duca de Blacas

Il 22 aprile 1814 sposò un'esiliata come lui, Henriette Marie Félicité du Bouchet de Sourches de Montsoreau, a Londra Montsoreau era nata a Parigi il 20 febbraio 1780 da Yves Marie du Bouchet de Sourches, Comte de Montsoreau, Maréchal de camp e poi Lieutenant général durante l'Ancien Régime, e da sua moglie Marie Charlotte Lallemand de Nantouillet. Il Comte de Montsoreau era nipote della Marquise de Tourzel, Governante dei figli di Francia (cioè dei figli di re Luigi XVI e di sua moglie Maria Antonietta), durante la Rivoluzione francese.
Quando, con la caduta di Napoleone nel 1814, il Comte de Provence divenne re col nome di Luigi XVIII, Blacas fu nominato Ministre de la Maison du Roi, «ministro della Casa reale», e ricevette il rango di Maréchal de camp; al contempo, assunse un ruolo dominante nel nuovo Conseil du Roi, divenendone di fatto il primo ministro, ma la sua inesperienza lo indusse a commettere molti errori, favorendo troppo spesso esponenti dell'Ancien Régime, e inimicandosi molte persone per il suo carattere freddo. Dopo il ritorno di Napoleone dall'Elba, Blacas accompagnò Luigi nella sua fuga a Guanto; al ritorno del re a Parigi dopo la battaglia di Waterloo, l'impopolarità di Blacas ne suggerì la rimozione, sebbene ricompensata con la nomina a pari di Francia col titolo di Comte de Blacas d'Aulps. Ben presto il suo posto di consigliere reale fu preso da più moderato Élie Decazes.
Blacas fu nominato ambasciatore francese presso il Regno delle Due Sicilie; a Napoli, nel 1816 concordò il matrimonio del nipote di Luigi XVIII, il Duc de Berry, con la figlia di Francesco I delle Due Sicilie, Carolina. Sempre nel 1816, Blacas divenne membro sia dell'Académie des inscriptions et belles-lettres sia dell'Académie des beaux-arts. Lasciò Napoli per Roma, dove servì come ambasciatore presso la Santa Sede; nel 1817 firmò il concordato tra la Francia borbonica e papa Pio VII. Nel 1820 ricevette la massima onorificenza francese, l'Ordine dello Spirito Santo. Mentre ricopriva ancora la carica di ambasciatore a Roma, fu uno dei tre rappresentanti francesi al Congresso di Lubiana del 1821.

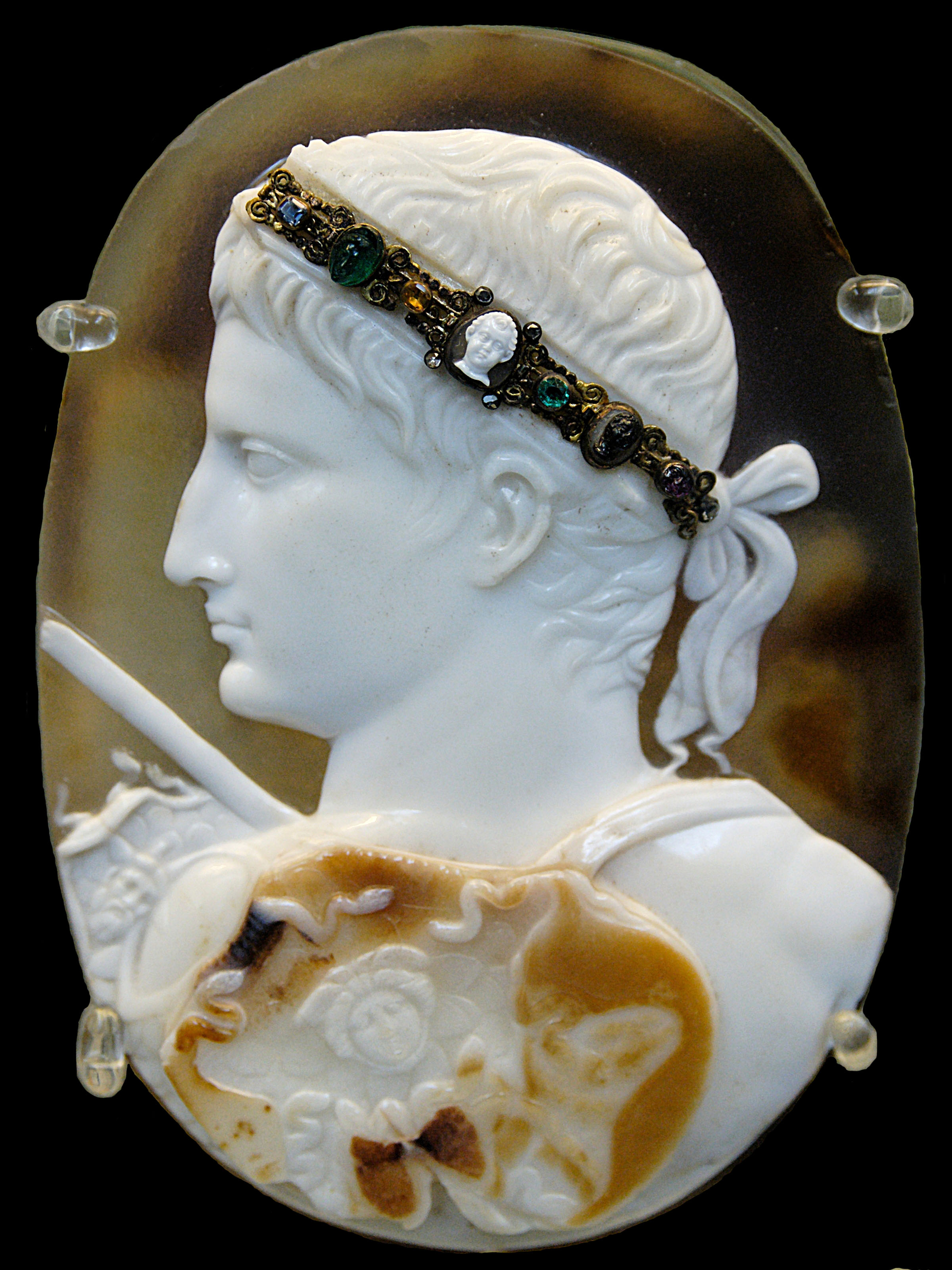
Il Cameo Blacas, ora al British Museum, faceva parte della collezione di antichità di Blacas.

Durante la sua permanenza a Roma, fu molto attivo nella vita culturale. Nel 1817 fornì all'artista francese Jean Auguste Dominique Ingres la sua prima commissione ufficiale dal 1814, e divenne patrono del classicista tedesco Theodor Panofka, che lo seguì a Parigi nel 1828. Lavorò a stretto contatto con l'archeologo italiano Carlo Fea nello scavo del Foro Romano, identificando insieme a lui il Tempio di Castore e Polluce nel 1816; acquistò da un collezionista prussiano il tesoro dell'Esquilino, una serie di pezzi d'argenteria tardo-romana ritrovata sull'Esquilino a Roma.
Luigi XVIII elevò il suo titolo di Comte a Duc de Blacas il 30 aprile 1821. Dopo la sua morte, il nuovo re Carlo X, lo scelse come uno dei suoi gentilhommes de la chambre. Blacas fu anche nominato intendant général des Bâtiments de la Couronne. Durante la sua amministrazione, sostenne l'orientalista Jean-François Champollion e creò il "Musée Egyptien" all'interno del Louvre. Nel corso della sua vita, Blacas ammassò una ricca collezione di antichità, che Joseph Toussaint Reinaud descrisse in parte nella pubblicazione intitolata Description des monuments musulmans du cabinet du duc de Blacas («Descrizione degli oggetti musulmani nel gabinetto del Duca di Blacas») nel 1828; nel 1866, i suoi discendenti vendettero gran parte della sua collezione al British Museum.
Nel 1830 Blacas seguì i Borboni in esilio. Successivamente, fu cruciale nel licenziamento della Duchesse de Gontaut, governante dei nipoti del re, di cui si temevano le posizioni politiche relativamente liberali. Nel 1838 fu creato Fürst von Blacas d'Aulps («Principe di Blacas d'Aulps») dall'imperatore d'Austria.
Morì il 17 novembre 1839 e fu sepolto vicino alla cripta dei Borboni al monastero di Castagnevizza a Gorizia, in Austria (oggi Slovenia); sua moglie morì a Parigi il 10 ottobre 1856. Il figlio Louis, anche lui antiquario e legittimista, gli succedette come Duca di Blacas.